# Gynaephora groenlandica
Gynaephora groenlandica är en fjärilsart som beskrevs av Maximilian Ferdinand Wocke 1874. Gynaephora groenlandica ingår i släktet Gynaephora och familjen Näbbflyn, Erebidae. Inga underarter finns listade i Catalogue of Life.